# イート・ザ・ヒート
『イート・ザ・ヒート』（Eat the Heat）は、ドイツのヘヴィメタル・バンド、アクセプトが1989年に発表した8作目のスタジオ・アルバム。オリジナル・ボーカリストのウド・ダークシュナイダー脱退後としては初のアルバムで、アクセプトは本作を最後に一度目の解散をした。

## 背景
ダークシュナイダーは1987年にアクセプトを脱退してU.D.O.を結成したが、U.D.O.名義のデビュー・アルバム『アニマル・ハウス』には、古巣アクセプトのメンバーがソングライティングで貢献した。一方、バンド側はイギリス人のロブ・アーミテイジ、アメリカ人のマイケル・ホワイトを後任ボーカリスト候補に挙げ、アーミテイジとはフォト・セッションも行われたが、最終的にはプロデューサーのディーター・ダークスの推薦により、アメリカ人のデヴィッド・リースが迎えられた。本作のギター・パートは全編ともウルフ・ホフマンが演奏したが、ジャケットには本作の制作後に加入したセカンド・ギタリスト、ジム・ステイシーも写っている。
本作のリリースに伴うツアー中、ステファン・カウフマンが腰痛により離脱し、ハウス・オブ・ローズのメンバーとして知られるケン・メリーが代役を務めた。そして、1989年末にはアクセプトの解散が決定された。

## 反響・評価
母国ドイツのアルバム・チャートでは10週連続でトップ100入りしたが、最高15位に終わり、前作『ロシアン・ルーレット』（1986年）に続くトップ10入りは果たせなかった。アメリカのBillboard 200では139位に達し、過去3作のスタジオ・アルバムを下回る結果となった。
ヴィンセント・ジェフリーズはオールミュージックにおいて5点満点中1.5点を付け「後任ボーカリストは、技量に関しては十分だが、当時における二流メタル・バンドのフロントマン達との差別化まではできていない。さらに悪いことに、バンドが過去に発表した、生々しくも音楽的に手堅かった傑作と比べると、陳腐に感じられることが多い」と評している。また、さこたはつみは『BURRN!』誌1989年6月号のレヴューで100点満点中81点を付け、リースの声質に関して「ブラッキー・ローレスとロブ・ハルフォードを足して2で割ったよう」、音楽性に関して「あの、鋼鉄の美学ともいうべきHM然としたサウンドを愛していた人にとって、この変貌はツライかもしれない」「個性は薄れた」と評している。

## 収録曲
全曲ともアクセプトとデフィの共作。

### ヨーロッパ盤LP
サイド1
1. "X-T-C"
2. "Generation Clash"
3. "Chain Reaction"
4. "Love Sensation"
5. "Turn the Wheel"

サイド2
1. "Prisoner"
2. "Mistreated"
3. "Stand 4 What U R"
4. "Hellhammer"
5. "D-Train"

### アメリカ盤LP
サイド1
1. "X-T-C"
2. "Prisoner"
3. "Love Sensation"
4. "Chain Reaction"
5. "Stand 4 What U R"
6. "D-Train"

サイド2
1. "Generation Clash"
2. "Turn the Wheel"
3. "Hellhammer"
4. "Mistreated"

### CD
1. X-T-C（エクスタシー） "X-T-C" – 4:26
2. ジェネレーション・クラッシュ "Generation Clash" – 6:23
3. チェイン・リアクション "Chain Reaction" – 4:39
4. ラヴ・センセーション "Love Sensation" – 4:42
5. ターン・ザ・ホイール "Turn the Wheel" – 5:24
6. ヘルハマー "Hellhammer" – 5:30
7. プリズナー "Prisoner" – 4:50
8. アイ・キャント・ビリーヴ・イン・ユー "I Can't Believe in You" – 4:48
9. ミストゥリーテッド "Mistreated" – 8:53
10. Stand 4 What U R "Stand 4 What U R" – 4:05
11. ブレイク・ジ・アイス "Break the Ice" – 4:12
12. D-トレイン "D-Train" – 4:27

#### 2014年リマスターCD (HNECD030)ボーナス・トラック
1. "Generation Clash (Single Version)" – 4:50

## 参加ミュージシャン
- デヴィッド・リース - ボーカル
- ウルフ・ホフマン - ギター
- ピーター・バルテス - ベース
- ステファン・カウフマン - ドラムス